# Primus (діалогова система)
Primus (Примус) — діалогова система підготовки даних та запуску прикладних програм (діалоговий монітор) операційних систем єдиної системи ЕОМ, використовувався в 1980-ті роки в середовищі операційної системи ОС-6.1 ЄС ЕОМ Ряд-2.
Розроблений в МФТІ.

## Цікаві факти
Логотип системи містив цитату Райнера Марія Рільке російською мовою:
|  | «И он уже не тот, что был вначале: чужие судьбы, став его судьбой, призвав, его уводят за собой...» |